# Anna Kvapilová
Anna Kvapilová (geboren 19. März 1905 in Sedlčany, Kronland Böhmen; gestorben 28. Juli 1992 in Oslo) war eine tschechoslowakisch-norwegische Bibliothekarin.

## Leben
Anna Kvapilová arbeitete als Bibliothekarin in der Musikabteilung der Stadtbibliothek von Prag. Sie hatte ein Kind, das in jungen Jahren starb. Sie publizierte mehrere Artikel ̈uber das Bibliothekswesen und gestaltete eine Ausstellung über den Komponisten Antonín Dvořák. Sie war Mitglied der Sozialdemokratischen Partei und schloss sich nach der deutschen Besetzung der Tschechoslowakei dem antifaschistischen Widerstand an. Im April 1941 wurde sie verhaftet und im Herbst 1941 mit 20 weiteren Frauen in das Frauenkonzentrationslager Ravensbrück deportiert. Dort gab es einen tschechischen Lagerblock, in dem unter anderem Milena Jesenská inhaftiert war. Die beiden schlossen Freundschaft. Jesenská starb im Mai 1944 an den Haftbedingungen. Die Ravensbrücker Tagebücher, die Kvapilová von ihr zur Verwahrung erhalten hatte, gingen in dem Lagergeschehen verloren.
Kvapilová gründete gegen Ende des Jahres 1942 unter den tschechischen Frauen einen Chor mit ungefähr 25 Sängerinnen, der den SS-Aufseherinnen nicht auffallen durfte. Neben Volksliedern und Liedern aus dem Repertoire der tschechischen Klassik wurden auch Kampflieder mit verhaltener Lautstärke gesungen. Für eine Sprechchor-Rezitation des aus 832 gereimten Versen bestehenden Epos Máj von Karel Hynek Mácha ließ Kvapilová sich die einzelnen Textseiten als Verpackungsmaterial getarnt von ihren Verwandten aus Prag zuschicken. Ihr Chor summte auch die Begleitmusik zu Darbietungen der Ausdruckstänzerin Nina Jirsíková.
Kvapilová kehrte nach der Befreiung 1945 in die Tschechoslowakei zurück. Sie schrieb Zeitschriftenaufsätze über die Haftzeit und edierte Gedichtsammlungen aus der Lagerhaft. Nach dem Februarumsturz der tschechoslowakischen Kommunisten 1948 wurde sie aus politischen Gründen aus dem öffentlichen Dienst entlassen und emigrierte nach Norwegen.
Dort war sie Gründerin des Norwegisch-Tschechoslowakischen Vereins für Flüchtlinge und engagierte sich in der Sozialarbeit für Flüchtlinge. Sie initiierte eine Sommerschule, in der die tschechische Sprache für Kinder im Exil unterrichtet wurde, und arbeitete an einem norwegisch-tschechischen Wörterbuch mit.
Nach der politischen Wende in der Tschechoslowakei erhielt Kvapilová 1991 den tschechoslowakischen Tomáš-Garrigue-Masaryk-Orden 4. Klasse. Sie wurde in Prag in dem Familiengrab beerdigt.

## Schriften (Auswahl)

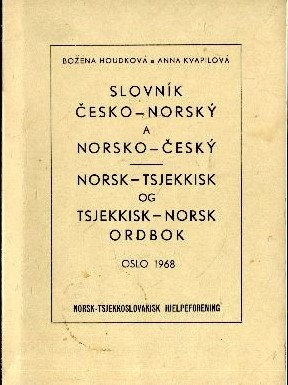
Norwegisch - Tschechisch (1968)

- (Hrsg.): Ravensbrücká štědrovečerní romance. Gedichte. Illustrationen Nina Jirsíková. 1947
- Krajíček chleba : verše z Ravensbrücku 1941–45. 1947
- Božena Houdková; Anna Kvapilová: Slovník česko - norský a norsko - český.  Norsk - Tsjekkoslovakisk Hjelpeforening, 1968
- Norsk tsjekkoslovakisk hjelpeforening og de tsjekkoslovakiske flyktninger i Norge, in:  Ny fremtid (Oslo), 2/1980, S. 10–12 ISSN 0029-6732